# Haberseigen
Haberseigen ist ein Gemeindeteil der Stadt Furth im Wald im Landkreis Cham des Regierungsbezirks Oberpfalz im Freistaat Bayern.

## Geografie
Haberseigen liegt 3 Kilometer südwestlich von Furth im Wald an der Staatsstraße 2154. Nordwestlich von Haberseigen erheben sich der 634 Meter hohe Kirschbaumriegel und der 828 Meter hohe Dachsriegel. Von den Südosthängen dieser Berge strömen westlich von Haberseigen der Ponnholzbach und östlich der Markgraben in Richtung Südosten zu Tal.

## Geschichte
Haberseigen (auch: Haberseichen, Haberseugen, Haberseige) war Herrensitz derer von Haberseigen. Dieser Herrensitz wurde im Jahr 1600 als Hofmark registriert. Die Hofmark Haberseigen wurde von der Hofmark Ränkam abgetrennt, welche eine Absplitterung der Hofmark Arnschwang war.
1612 wurde das Landsassengut Haberseigen an Hans Christian Kolb für 2200 Gulden verkauft. Der Inhaber hatte die Verpflichtung, im Bedarfsfall der Herrschaft ein Kriegspferd zu stellen. 1626 verkaufte Ludwig Kolb Haberseigen an Leutnant Max Heckenstaller in Straubing. Haberseigen wurde während des Dreißigjährigen Krieges von den Schweden 1641 völlig zerstört. 1666 verkaufte Simon Keller zu Windischbergerdorf Haberseigen an das Bauernehepaar Hans und Amalia Kolbeck aus Warzenried. Diese Familie behielt Haberseigen. 1760 gab es in Haberseigen nur den Gutshof. 1784 wurden für Haberseigen zwei Anwesen aufgeführt.
1808 wurde die Verordnung über das allgemeine Steuerprovisorium erlassen. Mit ihr wurde das Steuerwesen in Bayern neu geordnet und es wurden Steuerdistrikte gebildet. Dabei kam Haberseigen zum Steuerdistrikt Grabitz. Der Steuerdistrikt Grabitz bestand aus den Ortschaften Grabitz und Haberseigen.
1821 wurden im Landgericht Cham Gemeinden gebildet. Dabei kam Haberseigen zur landgerichtsunmittelbaren Gemeinde Grabitz. Sie war mit dem Steuerdistrikt Grabitz identisch. Ab 1867 gehörten zur Gemeinde Grabitz die Dörfer Grabitz und Haberseigen und die Einöden Stieberg und Tradtbauer. 1946 wurde die Gemeinde Grabitz aufgelöst. Grabitz mit Stieberg und Tradtbauer wurde nach Furth im Wald eingemeindet und Haberseigen kam zur Gemeinde Ränkam.
Haberseigen gehörte 1838 zur Pfarrei Arnschwang. 1913 kam Haberseigen zum Kuratbenefizium Ränkam, Dekanat Cham. 1997 hatte Haberseigen 23 Katholiken.

## Einwohnerentwicklung ab 1838
| Jahr | Einwohner | Gebäude |
| ---- | --------- | ------- |
| 1838 | 30        | 2       |
| 1861 | 31        | 13      |
| 1871 | 23        | 13      |
| 1885 | 31        | 7       |
| 1900 | 34        | 6       |
| 1913 | 30        | 3       |

| Jahr | Einwohner | Gebäude |
| ---- | --------- | ------- |
| 1925 | 36        | 4       |
| 1950 | 35        | 4       |
| 1961 | 29        | 5       |
| 1970 | 28        | k. A.   |
| 1987 | 26        | 6       |
| 2011 | 16        | k. A.   |

## Bodendenkmäler
Der südliche Teil von Haberseigen ist als Bodendenkmal mit der Denkmalnummer D-3-6642-0010 ausgewiesen. Dort befinden sich archäologische Befunde des frühneuzeitlichen Adelssitzes Haberseigen.
Südöstlich von Haberseigen befindet sich eine spätpaläolithische und mesolithische Freilandstation. Sie zeugt von einer vorgeschichtlichen Siedlung (Denkmalnummer D-3-6642-0066).